# Brilliant, Alabama
Brilliant là một thị trấn thuộc quận Marion, tiểu bang Alabama, Hoa Kỳ. Dân số năm 2009 là 941 người, mật độ đạt 34 người/km².